# نیمراد (مینه‌سوتا)
نیمراد، مینه‌سوتا (به انگلیسی: Nimrod, Minnesota) یک شهر در ایالات متحده آمریکا است که در شهرستان وادنا، مینه‌سوتا واقع شده‌است.

## خصوصیات
نیمراد ۲٫۵۱ کیلومترمربع مساحت و ۶۹ نفر جمعیت دارد و ۴۰۴ متر بالاتر از سطح دریا واقع شده‌است.